# Order Kossutha
Order Kossutha lub Order Zasługi Kossutha (węg. Kossuth Érdemrend) – najwyższe odznaczenie Republiki Węgierskiej, ustanowione 25 lutego 1948, przyznawane za wybitne zasługi w walce o pokój lub na polu nauki i sztuki. Order ten nosił imię XIX-wiecznego węgierskiego bojownika o wolność i bohatera narodowego Lajosa Kossutha.
Order podzielony był na trzy numerowane klasy:
- I Klasa (I. osztálya) – odznaka orderowa (∅ 33 mm, otoczona rozetą) noszona na wielkiej wstędze (szer. 100 mm) z gwiazdą,
- II Klasa (II. osztálya) – odznaka (∅ 52 mm) na wstędze orderowej (szer. 45 mm) noszonej na szyi,
- III Klasa (III. osztálya) – odznaka (∅ 40 mm) na wiązanej w trójkąt wstążce (szer. 40 mm).

Po całkowitym przejęciu władzy w 1949 zamieniono nazwę państwa na Węgierska Republika Ludowa, a w 1950 zmieniono lekko wygląd orderu: II klasę pozbawiono wstęgi, a średnicę odznaki zwiększono do 60 mm. 
Po ustanowieniu zupełnie nowego systemu orderowo-odznaczeniowego w 1953, osobom dotychczas odznaczonym Orderem Kossutha zezwolono na jego noszenie, pomimo tego, że nie znalazł się w systemie.

## Odznaczeni
Łącznie orderem odznaczono 91 razy:
- I Klasa – 19 osób,
- II Klasa – 24 osoby,
- III Klasa – 48 osób.